# Julij Jakovlevič Rajzman
Julij Jakovlevič Rajzman (in russo Юлий Яковлевич Райзман?; Mosca, 15 dicembre 1903 – Mosca, 11 dicembre 1994) è stato un regista sovietico.

## Biografia
Come regista cinematografico iniziò la sua carriera nel 1924 ed ottenne un primo notevole successo nel 1929 con il film Zemlja zazdet (La terra ha sete), che descriveva un episodio della fertilizzazione delle terre nell'Asia Centrale e che esercitò una rimarchevole influenza su King Vidor nella realizzazione di Our Daily Bread  (Nostro pane quotidiano).
La fama di Rajzman si consolidò nel 1937 con Poslednjaja noc (L'ultima notte), in cui sull'intento celebrativo del 20º anniversario della Rivoluzione prevaleva l'originale vena lirica dell'autore.
Il lirismo e la sottile indagine psicologica furono i caratteri di rilievo dei migliori film di Rajzman, pur se realizzati in un periodo di particolare conformismo del cinema sovietico.

## Filmografia parziale
- Zemlja žaždet (1930)
- Lёtčiki (1935)
- Poslednjaja noč' (1936)
- Podnjataja celina (1939)
- Mašen'ka (1942)
- Nebo Moskvy (1944)
- Un treno va in Oriente (Poezd idyot na vostok, 1948)
- Il cavaliere dalla stella d'oro (Kavalier zolotoj zvezdy, 1951)
- Il comunista (1957)
- Il racconto di mia madre (Rasskaz moej materi, 1958)
- A esli ėto ljubov'? (1961)
- Tvoj sovremennik (1967)
- Strannaja ženščina (1977)
- Vremja želanij (1983)